# Antonia and Jane
Antonia and Jane er en britisk film fra 1990 af Beeban Kidron.

## Medvirkende
- Imelda Staunton som Jane Hartman
- Saskia Reeves som Antonia McGill
- Brenda Bruce
- Bill Nighy som Howard Nash